# David Mitov Nilsson
David Mitov Nilsson (Norrköping, Suecia, 12 de enero de 1991) es un futbolista sueco nacionalizado macedonio. Juega de guardameta en el IFK Norrköping de la Allsvenskan.

## Selección nacional
| Selección                        | Año  | PJ | Goles |
| -------------------------------- | ---- | -- | ----- |
| Selección sub-19                 | 2010 | 2  | 0     |
| Selección de Suecia              | 2014 | 1  | 0     |
| Selección de Macedonia del Norte | 2015 | 1  | 0     |

## Clubes
| Club               | País    | Año       | PJ  | Goles |
| ------------------ | ------- | --------- | --- | ----- |
| IFK Norrköping     | Suecia  | 2009-2019 | 137 | 0     |
| IF Sylvia (cedido) | Suecia  | 2011      | 20  | 0     |
| GIF Sundsvall      | Suecia  | 2019-2020 | 12  | 0     |
| Sarpsborg 08 FF    | Noruega | 2020      | 26  | 0     |
| IK Sirius          | Suecia  | 2021-2024 | 53  | 0     |
| IFK Norrköping     | Suecia  | 2024-     | 18  | 0     |